# Rosa Gómez Torralbo
Rosa Gómez Torralbo (Santoña, Cantabria, 1957) es una experta en perspectiva de género española que desarrolla su carrera profesional a nivel internacional desde Andalucía. Funcionaria de carrera, es además investigadora, docente universitaria y activista del movimiento feminista de Andalucía para la igualdad de género y la erradicación de la violencia de género.  
Fue directora general del Instituto Andaluz de la Mujer en el año 2000, organismo autónomo de la Administración de la Junta de Andalucía para desarrollar las políticas de igualdad. Entre 2002 y 2004 fue columnista de opinión del diario Málaga Hoy. Como experta feminista trabajó en el Grupo Temático Nacional de Igualdad de Oportunidades de la Iniciativa Comunitaria EQUAL, sobre mecanismos de trasnferibilidad de buenas prácticas, promovido por la Unidad Administradora del Fondo Social Europeo en el periodo 2005-2007.  

## Formación
Nacida en Cantabria, se considera andaluza de adopción. En 1983 se graduó como Diplomada en Relaciones Laborales y en 1989 como Licenciada en Psicología por la Universidad de Granada. En 2005 obtuvo el máster en Gestión de la Calidad en la Universidad Pablo de Olavide de Sevilla.

## Trayectoria profesional
En 1987 empezó a dedicarse profesionalmente a las políticas públicas. Su primer trabajo en la materia fue en el Centro de la Mujer de la Diputación de Málaga. Dos años después, en 1989 se incorporó al primer equipo del Instituto Andaluz de la Mujer, recién creado y bajo la dirección de su promotora, Carmen Olmedo Checa. En este organismo fue jefa de Gabinete de Formación y Empleo en Málaga. En el año 2000 fue nombrada directora del Instituto Andaluz de la Mujer. Durante esta etapa trabajó en la concepción, diseño y gestión de diversos proyectos enmarcados en los programas e iniciativas alentados por la Comunidad Europea, que fueron seleccionados como ejemplos de buenas de prácticas por la Comisión Europea.
Es funcionaria de carrera, con larga trayectoria dentro de la administración pública de Andalucía para la mejora de la calidad de los servicios y la introducción transversal de la perspectiva de género. En 1989 ganó plaza de Funcionaria del Cuerpo Superior de Administración General de la Junta de Andalucía, ocupando diversos cargos de responsabilidad dentro de la institución. Entre 1989 y 2000 desempeñó sus funciones en el Instituto Andaluz de la Mujer. Desde 2005, año de su creación, hasta 2008 fue responsable de la Oficina para la Calidad de los Servicios en la Delegación de la Consejería de Justicia y Administración Pública de la provincia de Málaga. Y después, desde 2011, ocupó la jefatura del Servicio de Administración Pública. Entre 2014 y 2015 ocupó la jefatura del Servicio de Personal y Administración General de la Administración de la Junta de Andalucía. Entre 2015 y 2018 fue jefa de Servicio de Economía Social y Trabajo Autónomo y asesora técnica en la Delegación Territorial en Málaga de la Consejería de Igualdad, Salud y Políticas Sociales. Y en 2018 fue nombrada Secretaria General Técnica de la Consejería de Conocimiento, Investigación y Universidades, dirigida por Lina Gálvez Muñoz.
Entre 2004 y 2006 fue columnista de opinión del diario Málaga Hoy. Colabora como experta en diversos medios de comunicación en cuestiones de perspectiva de género, que incluye la sensibilización en materia de violencia de género de la sociedad.
Entre 2005 a 2007 trabajó como experta para la Unidad Administradora del Fondo Social Europeo, formando parte del Grupo Temático Nacional de Igualdad de Oportunidades de la Iniciativa Comunitaria EQUAL.
En su vertiente como docente, ha dirigido e impartido cursos sobre Calidad de los servicios y Excelencia en la Gestión y sobre Integración de la perspectiva de género en las organizaciones y en las políticas públicas. Fue Coordinadora y docente del Módulo Metodología de Intervención desde la Perspectiva de Género de los cursos de postgrado Experta/o en género e igualdad de oportunidades y máster en Políticas Públicas desde la perspectiva de género, de la Universidad de Sevilla. Y también profesora colaboradora en el máster en Género e Igualdad de Oportunidades de la Universidad de La Coruña, en el máster de Evaluación de Políticas Públicas de la Universidad Internacional de Andalucía y para la Facultad Latinoamericana de Ciencias Sociales FLACSO (México). Y como investigadora, ha dirigido el estudio sobre los comportamientos de las micro y pequeñas empresas en Andalucía, en el proceso de selección y dirección de personas.
Está muy vinculada al movimiento asociativo feminista de Andalucía, como presidenta de la Asociación para la defensa de la imagen pública de la mujer en 2012 y presidenta de la Federación feminista Gloria Arenas en 2015. Fue incluida como mujer destacada en la agenda de las mujeres 2014 de la Plataforma Andaluza de Apoyo al Lobby Europeo de Mujeres PALEM.

## Publicaciones
- Estado de bienestar y gobernanza. IAAP, Sevilla 2007.
- La Transferencia de Buenas Prácticas para la igualdad de género en el empleo. MTAS, Madrid 2007.
- La profesión periodística desde la perspectiva de género (capítulo central en el Informe Anual de la profesión periodística, coautora con Mª Ángeles Rastrollo). Ed. Asociación de la Prensa de Madrid, Madrid, 2006.
- La igualdad de género como factor de calidad. Manual de gestión. Instituto Andaluz de la Mujer y Consejería de Economía y Hacienda, Sevilla 2006.